# Bundelwaar

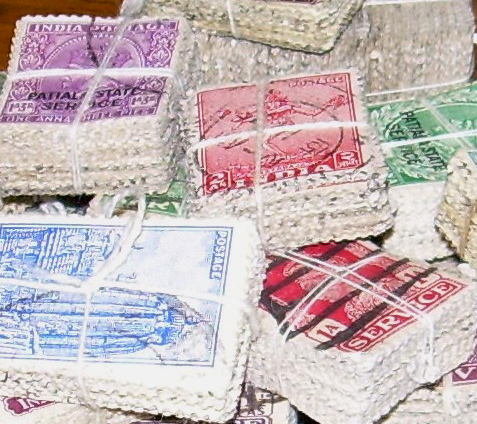
Bundels postzegels uit India

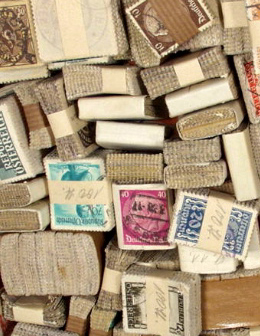
Bundels postzegels uit Duitsland en Oostenrijk

In de postzegelhandel bestaat bundelwaar uit zeer goedkope postzegels welke worden verhandeld in bundels van 100 exemplaren met een wollen draad of een strookje papier eromheen gewikkeld.
Deze postzegels worden gebruikt voor het samenstellen van pakketten, bekend van de advertenties, zoals 20, 50, 100, 200, 500 verschillende postzegels van een bepaald land of van een bepaald thema.
De waarde van deze bundels staat los van de prijsnotering in catalogi; een catalogus heeft vaak een minimum prijsnotering. Toch zijn er verschillen in de prijs van bundels. De meest gangbare zegels uit langlopende series hebben heel weinig waarde. Bundels met gelegenheidszegels zijn duurder.